# Tachys ceylanicus
Tachys ceylanicus är en skalbaggsart som beskrevs av Nietner 1858. Tachys ceylanicus ingår i släktet Tachys och familjen jordlöpare. Inga underarter finns listade i Catalogue of Life.